# Radiomann
Radiomann ist der Name eines Experimentierkastens des Verlages Kosmos für Jugendliche. Das Konzept stammt maßgeblich von Wilhelm Fröhlich. Dieser Experimentierkasten wurde von 1934 bis etwa 1960 mit nur geringen Modifikationen angeboten. Mit dem Kasten konnten viele Versuche der Elektro-, Funk- und Radiotechnik aufgebaut werden. Die möglichen Experimente umfassten unter anderem einen Detektorempfänger, einen Funkensender, einen Rückkopplungseinkreisempfänger mit Elektronenröhre und einen Musiksender. Um 1960 erfolgte eine größere Überarbeitung: Die Grundplatten aus Holz wurden durch solche aus Kunststoff ersetzt, eine Röhre EF98 ersetzte die Stiftsockelröhre DM 300, und mit einem OC 612 im geschwärzten Glasgehäuse (später ein AC 122 im Blechgehäuse) wurde erstmals ein Transistor eingesetzt. Die Sendeversuche wurden dagegen herausgenommen.
Um 1972 wurde das Produkt eingestellt. Das erfolgreiche Konzept des „Radiomanns“ wurde von Kosmos durch die Serie „Radio + Elektronik 1“ (Aufdruck auf dem Kastendeckel: „Der neue Radiomann“) mit den Ergänzungskästen „Radio + Elektronik 11“ und „Radio + Elektronik 12“ weitergeführt. Bereits 1958 entwickelte Heinz Richter für Kosmos parallel zu Fröhlichs Radiomann seinen anspruchsvolleren Kosmos-Lehrkasten „Radio + Elektronik 7A“ mit drei Ergänzungskästen. Diese Serie löste Kosmos 1966 durch Richters „Elektronik-Labor XG“, wiederum mit Zusatzkästen, ab. 2004 brachte der Kosmos Verlag eine Radiomann-Jubiläumsausgabe (70 Jahre) mit der Radioröhre ECC82 heraus. Dabei handelt es sich aber um einen Fertigaufbau eines Audionempfängers in nostalgischer Bauart mit der Anleitung zu experimentellen Modifikationen.